# Masahiro Hamazaki
Masahiro Hamazaki (14 martie 1940 - 10 octombrie 2011) a fost un fotbalist japonez.

## Statistici
| Japonia | Japonia | Japonia |
| An      | Meciuri | Goluri  |
| ------- | ------- | ------- |
| 1966    | 2       | 0       |
| Total   | 2       | 0       |